# Finnischer Fußballpokal 1990
Der Finnische Fußballpokal 1990 (finnisch Suomen Cup 1990) war die 36. Austragung des finnischen Pokalwettbewerbs. Er wurde vom finnischen Fußballverband ausgetragen. Das Finale fand am 13. Oktober 1990 im Olympiastadion Helsinki statt.
Pokalsieger wurde Ilves Tampere. Das Team setzte sich im Finale gegen HJK Helsinki durch und qualifizierte sich damit für den Europapokal der Pokalsieger. Titelverteidiger Kuopion PS war im Halbfinale gegen den späteren Finalisten ausgeschieden.
Alle Begegnungen wurden in einem Spiel ausgetragen. Bei unentschiedenem Ausgang wurde das Spiel um zweimal 15 Minuten verlängert. Stand danach kein Sieger fest, folgte ein Elfmeterschießen.

## Teilnehmende Teams
Die Teilnahme war freiwillig. Insgesamt 281 Mannschaften hatten für den Pokalwettbewerb gemeldet. Die Zweitligisten stiegen in der 5. Runde ein, die Erstligisten in der 6. Runde.
| Runde         | Zugänge | Sieger der letzten Runde | Spiele / Sieger |
| ------------- | ------- | ------------------------ | --------------- |
| 1. Runde      | 66      | –                        | 33              |
| 2. Runde      | 1910    | 33                       | 1120            |
| 3. Runde      | –       | 112                      | 56              |
| 4. Runde      | –       | 56                       | 28              |
| 5. Runde      | 12      | 28                       | 20              |
| 6. Runde      | 12      | 20                       | 16              |
| 7. Runde      | –       | 16                       | 08              |
| Viertelfinale | –       | 08                       | 04              |
| Halbfinale    | –       | 04                       | 02              |
| Finale        | –       | 02                       | 01              |
| Gesamt        | 2810    |                          | 2800            |

## 1. Runde
|                          | Ergebnis              |                                |
| ------------------------ | --------------------- | ------------------------------ |
| Kaarinan Sisu            | 00:17                 | Keravan Pallo-75               |
| Zenith Myllypuro         | 00:3 1                | FC Käpylä                      |
| Vantaan Venturi          | 3:0                   | Olarin Tarmo-77                |
| FC Viikingit             | 0:1                   | FC Honka Espoo                 |
| Laajasalon Palloseura    | 2:0                   | IF Sibbo-Vargarna              |
| Suurmetsän Urheilijat    | 0:4                   | Puotinkylän Valtti             |
| FC Bells Helsinki        | 00:10                 | Käpylän Pallo                  |
| Tikkurilan PS            | 0:2                   | FC Espoo                       |
| FC Norsunkaatajat        | 0:6                   | FC Ogeli                       |
| Pellon Toverit           | 1:3                   | FC Kirkkonummi                 |
| Kimito SF                | 0:4                   | Uudenkaupungin Roima           |
| Turun Pallohukat         | 00:13                 | Turun Teräs                    |
| Piikkiön Palloseura      | 0:6                   | ÅIFK Turku                     |
| Turun Teräs              | 2:3                   | Raision Palloseura             |
| Nakkilan Nasta           | 0:2                   | Pihlavan Tyoväen Urheilijat    |
| Eurajoen Pallo           | 0:7                   | Musan Salama                   |
| Savitaipaleen Urheilijat | 0:4                   | Savonlinnan Työväen Palloseura |
| Mäntyharjun Jäntevä      | 3:4                   | Kurvin Vauhti                  |
| Salon Pojat              | 2:0                   | Hiirolan Haka                  |
| Imatran Pallo-Salamat    | 4:0                   | Pohjois-Espoon Ponsi           |
| Juuan Palloseura         | 0:2                   | Outokummun Pallo               |
| Rantakylän Pelo-Toverit  | 3:2                   | Karelian Pallo                 |
| Niemisen Urheilijat      | 2:1                   | Tohmajärven Urheilijat         |
| Kings SC Kuopio          | 7:1                   | Sorsakosken Urheilijat         |
| Juankosken Pyrkivä       | 1:3                   | Iisalmen Pallo-Veikot          |
| Haapamäen Pallo-Pojat    | 2:2 n. V. (3:4 i. E.) | Suolahden Urho                 |
| Säynätsalon Riento       | 2:0                   | Viitasaaren JK                 |
| Keuruun Pallo            | 0:2                   | Äänekosken Huima               |
| Alavuden Peli-Veikot     | 1:2                   | Lapuan Virkiä                  |
| Hovsalan BK              | 2:1 n. V.             | NoStars Kokkola                |
| Toholammin Urheilijat    | 0:3                   | Kokkolan PS                    |
| IK Myran Nedervetil      | 0:3                   | Jakobstads Into                |
| Oulaisten Huima          | 0:2                   | Ykspihlajan Reima              |

## 2. Runde
|                                | Ergebnis              |                                 |
| ------------------------------ | --------------------- | ------------------------------- |
| FC Norssi Helsinki             | 0:2                   | BK-46 Karis                     |
| FC Kasiysi Espoo               | 1:5                   | FC Kirkkonummi                  |
| Malmin Palloseura              | 1:3                   | FinnPa Helsinki                 |
| Karkkilan Urheilijat           | 3:2 n. V.             | Helsingin Pallo-Pojat           |
| Slode-85 Helsinki              | 1:3                   | IF Gnistan                      |
| FC Grani Rowdies               | 0:2                   | Hyvinkään Palloseura            |
| Kontulan Urheilijat -72        | 2:0                   | FC Honka Espoo                  |
| Käpylän Urheilu-Veikot         | 4:1                   | Malmin Pallo                    |
| Kyron Palloseura               | 4:0                   | Urjalan Palloseura              |
| Tuusulan Palloseura            | 1:3                   | FC Canon Helsinki               |
| Vantaan Veturi                 | 1:2                   | Puistolan Urheilijat            |
| Nummelan Palloseura            | 1:5                   | Keravan Pallo-75                |
| Pappa Zulut                    | 0:8                   | Helsingin Ponnistus             |
| Hopsi Helsinki                 | 1:5                   | Hyvinkään Apollo                |
| Puotinkylän Valtti             | 0:1                   | Hangö IK                        |
| PK-35 Helsinki                 | 4:0                   | Helsingin Kullervo              |
| Porvoon Akilles                | 1:4                   | Helsingfors IFK                 |
| JAH Helsinki                   | 1:3                   | FC Ogeli                        |
| FC Dryers                      | 1:2                   | Järvenpään-83 PS                |
| Korson Palloseura              | 0:5                   | Käpylän Pallo                   |
| Trikiinit Helsinki             | 0:3                   | Team Grani Kauniainen           |
| FC Käpylä                      | 1:2 n. V.             | Helsinki United                 |
| Kasavuoren Urheilijat          | 1:6                   | Järvenpään PS                   |
| Laajasalon Palloseura          | 0:2                   | Lohjan Pallo                    |
| Zenith Myllypuro               | 0:4                   | Esbo BK                         |
| Helsingin Johanneksen Dynamo   | 2:0                   | Hangö AIK                       |
| SexyPöxyt                      | 0:3                   | FC Kiffen 08 Helsinki           |
| FC Topparit                    | 1:3                   | FC Espoo                        |
| Kaarinan Pojat                 | 6:0                   | Naantalin VG-62                 |
| Veijarit Turku                 | 2:3 n. V.             | Pargas IF                       |
| Euran Pallo                    | 0:2                   | Musan Salama                    |
| Uudenkaupungin Roima           | 3:1 n. V.             | Salon Vilpas                    |
| Harjavallan Pallo              | 1:5                   | Pallo-Iirot Rauma               |
| Team-82 Parainen               | 0:5                   | IFK Mariehamn                   |
| Turun Teräs                    | 6:0                   | Kaarinan Reipas                 |
| Ruosniemen Visa                | 0:6                   | Rauman Pallo                    |
| Jämsänkosken Ilves             | 0:3                   | Porin Palloilijat               |
| Toejoen Veikot                 | 0:1                   | Turun Toverit                   |
| Mänttän Kiri                   | 1:4                   | Raision Palloseura              |
| Kokemäen Kova-Väki             | 0:2                   | Pihlavan Tyoväen Urheilijat     |
| ÅIFK Turku                     | 2:0                   | Hirvensalon Heitto              |
| Huhtamon Nuorisoseura          | 7:0                   | Perniön Urheilijat              |
| Seiskat Lahti                  | 1:2                   | Valkeakosken Koskenpojat        |
| Vammalan Palloseura            | 00:10                 | PS-44 Valkeakoski               |
| Tammer Futis                   | 0:3                   | Riihimäen Palloseura            |
| Haukilahden Pallo              | 2:4 n. V.             | Tampereen Peli-Toverit          |
| Urjalan Palloseura             | 5:3                   | Hirsilän Pyrkiä                 |
| Tervakosken Pato               | 1:0 n. V.             | Sääksjärven Loiske              |
| Messukylän Toverit             | 1:4                   | Tampereen-Viipurin Ilves Kissat |
| Janakkalan Pallo               | 0:3                   | Kellon Työväen Urheilijat       |
| Mänttän Valo                   | 1:3                   | PP-70 Tampere                   |
| Pirkkalan Viri                 | 4:0                   | Pallo Kärpat Hämeenlinna        |
| Ylöjärven Ryhti                | 6:0                   | Tammerfors BK                   |
| Viialan Peli-Veikot            | 0:1                   | Forssan A-Futis                 |
| Paltsarit Tampere              | 4:0                   | Kangasalan Voitto               |
| Nokian Pyry JK                 | 2:0                   | Tampereen Pallo-Veikot          |
| Iittalan Pallo                 | 4:3                   | Tampereen Palloilijat           |
| Ikurin Vire                    | 0:3                   | RRR Tampere                     |
| Akaan Pallo                    | 0:5                   | Toijalan Pallo -49              |
| Tampereen Kisa-Toverit         | 7:1                   | Hämeenlinnan Härmä              |
| Haminan Pallo-Kissat           | 2:1                   | FC Myllykosken Pallo -86        |
| Voikkaan Pallo-Peikot          | 3:1                   | FC Kotka                        |
| Purha Inkeroinen               | 2:1                   | Liipolan Kisa                   |
| Popiniemen Ponnistus           | 1:5                   | Kotkan Työväen Palloilijat      |
| Orimattilan Pedot              | 2:1 n. V.             | Lahden City Stars               |
| Kotajärven Pallo               | 2:2 n. V. (2:4 i. E.) | Salon Pojat                     |
| Kurvin Vauhti                  | 2:3                   | Mikkelin Kissat                 |
| Orimattilan Toive              | 1:2                   | Mussalon Oras                   |
| Kotkan Peli-Karhut -89         | 1:5                   | Loviisan Riento                 |
| Simpeleen Urheilijat           | 3:0                   | Imatran Pallo-Salamat           |
| Savonlinnan Työväen Palloseura | 3:0                   | Lauritsalan Työväen Palloilijat |
| Lahden Työväen Palloilijat     | 0:1                   | Karhulan Peli-Karhut            |
| Buta Kotka                     | 3:0                   | Joutseno United                 |
| Kangasniemen Palloilijat       | 0:3                   | Heinolan Palloilijat-47         |
| FC Tarzan Kuopio               | 1:4                   | Nilsiän Pallo-Haukat            |
| Toivalan Urheilijat            | 3:7                   | Rantakylän Pelo-Toverit         |
| Siilinjärven Palloseura        | 1:3                   | Kalliosuon Sisu                 |
| Kings SC Kuopio                | 1:0                   | JeSP Pallokaverit               |
| Äänekosken Huima               | 1:0                   | Vaajakosken Kuohu               |
| Suolahden Urho                 | 0:0 n. V. (4:5 i. E.) | Jyväskylän Pallokerho           |
| Niemisen Urheilijat            | 0:5                   | Lehmon Pallo-77                 |
| Outokummun Pallo               | 3:0                   | Iisalmen Pallo-Veikot           |
| Savilahden Urheilijat          | 00:3 1                | Jämsänkosken Ilves              |
| Säynätsalon Riento             | 0:6                   | Jyväskylän Palloilijat-77       |
| BK Öja-73                      | 2:3                   | Ykspihlajan Reima               |
| FC Wasa-88                     | 2:3                   | Oravais IF                      |
| Vähänkyron Viesti              | 4:8                   | Vaasan PS                       |
| Esse IK                        | 0:2                   | Kokkolan PS                     |
| Vaasan Pallo-52                | 2:1 n. V.             | Sepsi-78 Seinäjoki              |
| Hovsalan BK                    | 3:1                   | Gamlakarleby BK                 |
| SK Unitas Helsinki             | 8:6 n. V.             | FC Kiisto Vaasa                 |
| Teuvan Pallo                   | 5:2                   | Seinäjoki Sepsit                |
| Lapuan Virkiä                  | 1:4                   | Lappfjärds BK                   |
| Jakobstads Into                | 1:4                   | Nykarleby IK                    |
| Vaasan Pallo-Veikot            | 1:3 n. V.             | Vasa BK-IFK                     |
| Seinäjoen Sisu                 | 1:2                   | IF Närpes Kraft                 |
| Oulun Pallo-75                 | 1:0                   | Suomussalmen PS                 |
| Pellon Ponsi                   | 0:6                   | Kemin Pallotoverit-85           |
| Rovaniemen Pallo               | 00:3 2                | Rovaniemen Sinetän Nuorisoseura |
| Kittilän Palloseura            | 4:1                   | Pasmajärven Palloilijat         |
| Kajaanin Haka                  | 1:3                   | Oulun Palloseura                |
| Tervolan Palloseura            | 0:1                   | Rovaniemen Työväen Palloilijat  |
| Iltatähti Oulu                 | 7:0                   | Jäälin Palloseura               |
| Pateniemen Vesa                | 0:3                   | Oulun Luistinseura              |
| Rovaniemen Lappi               | 7:6 n. V.             | Kuopion Jalkapallokerho         |
| Oulun Pallo-Pojat              | 0:6                   | Kajaanin Palloilijat            |
| Aavasaksan Urheilijat          | 00:15                 | Tornion Pallo -47               |
| Sodankylän Pallo               | 4:1                   | Tornion Wentit                  |
| Vaalan Pallo -88               | 4:0                   | Kajaanin Peli-Pojat             |
| Kontio Kolari                  | 0:7                   | Rovaniemen Reipas               |
| Kajaanin Jormuan Tarmo         | 5:1                   | Raahen Ponnistus                |
| Oulun Tarmo                    | 2:1                   | FC-88 Kemi                      |

## 3. Runde
|                                 | Ergebnis              |                                 |
| ------------------------------- | --------------------- | ------------------------------- |
| Hyvinkään Apollo                | 4:1                   | Järvenpään PS                   |
| Puistolan Urheilijat            | 1:5                   | Helsinki United                 |
| Järvenpään-83 PS                | 0:3                   | Käpylän Pallo                   |
| Käpylän Urheilu-Veikot          | 0:6                   | Helsingfors IFK                 |
| FinnPa Helsinki                 | 2:1                   | Helsingin Ponnistus             |
| Helsingin Johanneksen Dynamo    | 1:3                   | Hyvinkään Palloseura            |
| Karkkilan Urheilijat            | 0:1                   | IF Gnistan                      |
| Lohjan Pallo                    | 0:2 n. V.             | FC Kiffen 08 Helsinki           |
| PK-35 Helsinki                  | 2:1                   | FC Kirkkonummi                  |
| FC Espoo                        | 1:0                   | Hangö IK                        |
| FC Ogeli                        | 1:2                   | Keravan Pallo-75                |
| Team Grani Kauniainen           | 0:4                   | Esbo BK                         |
| Kyron Palloseura                | 0:4                   | FC Canon Helsinki               |
| Kontulan Urheilijat -72         | 1:8                   | BK-46 Karis                     |
| IFK Mariehamn                   | 3:1                   | Rauman Pallo                    |
| Musan Salama                    | 1:0                   | Pargas IF                       |
| Porin Palloilijat               | 0:2 n. V.             | Raision Palloseura              |
| Kaarinan Pojat                  | 3:2                   | ÅIFK Turku                      |
| Huhtamon Nuorisoseura           | 0:1                   | Pallo-Iirot Rauma               |
| Turun Teräs                     | 5:2                   | Pihlavan Tyoväen Urheilijat     |
| Uudenkaupungin Roima            | 1:4                   | Turun Toverit                   |
| Tervakosken Pato                | 1:3                   | Tampereen-Viipurin Ilves Kissat |
| PS-44 Valkeakoski               | 0:2                   | RRR Tampere                     |
| Iittalan Pallo                  | 1:7                   | PP-70 Tampere                   |
| Tampereen Kisa-Toverit          | 5:0                   | Forssan A-Futis                 |
| Pirkkalan Viri                  | 1:2                   | Valkeakosken Koskenpojat        |
| Kellon Työväen Urheilijat       | 00:17                 | Toijalan Pallo -49              |
| Paltsarit Tampere               | 5:0                   | Urjalan Palloseura              |
| Tampereen Peli-Toverit          | 0:2                   | Nokian Pyry JK                  |
| Ylöjärven Ryhti                 | 5:7                   | Riihimäen Palloseura            |
| Salon Pojat                     | 0:2                   | Karhulan Peli-Karhut            |
| Loviisan Riento                 | 1:1 n. V. (5:6 i. E.) | Purha Inkeroinen                |
| Voikkaan Pallo-Peikot           | 0:1                   | Kotkan Työväen Palloilijat      |
| Mussalon Oras                   | 0:2                   | Buta Kotka                      |
| Orimattilan Pedot               | 1:2                   | Heinolan Palloilijat-47         |
| Mikkelin Kissat                 | 2:2 n. V. (3:5 i. E.) | Savonlinnan Työväen Palloseura  |
| Haminan Pallo-Kissat            | 2:4 n. V.             | Simpeleen Urheilijat            |
| Kings SC Kuopio                 | 4:0                   | Nilsiän Pallo-Haukat            |
| Jämsänkosken Ilves              | 0:7                   | Jyväskylän Palloilijat-77       |
| Kalliosuon Sisu                 | 3:2                   | Outokummun Pallo                |
| Rantakylän Pelo-Toverit         | 3:2                   | Äänekosken Huima                |
| Jyväskylän Pallokerho           | 4:0                   | Lehmon Pallo-77                 |
| SK Unitas Helsinki              | 2:6                   | IF Närpes Kraft                 |
| Ykspihlajan Reima               | 0:1                   | Hovsalan BK                     |
| Vasa BK-IFK                     | 2:1                   | Vaasan PS                       |
| Lappfjärds BK                   | 3:2                   | Oravais IF                      |
| Teuvan Pallo                    | 02:10                 | Nykarleby IK                    |
| Vaasan Pallo-52                 | 0:2                   | Kokkolan PS                     |
| Kittilän Palloseura             | 1:3                   | Oulun Palloseura                |
| Oulun Pallo-75                  | 0:8                   | Kajaanin Palloilijat            |
| Kajaanin Jormuan Tarmo          | 1:2                   | Tornion Pallo -47               |
| Sodankylän Pallo                | 2:4                   | Oulun Tarmo                     |
| Vaalan Pallo -88                | 1:3                   | Oulun Luistinseura              |
| Rovaniemen Työväen Palloilijat  | 0:2                   | Kemin Pallotoverit-85           |
| Iltatähti Oulu                  | 1:3                   | Rovaniemen Lappi                |
| Rovaniemen Sinetän Nuorisoseura | 0:2                   | Rovaniemen Reipas               |

## 4. Runde
|                         | Ergebnis              |                                 |
| ----------------------- | --------------------- | ------------------------------- |
| Helsinki United         | 1:2                   | FC Espoo                        |
| Keravan Pallo-75        | 2:5                   | Esbo BK                         |
| Hyvinkään Palloseura    | 3:1                   | BK-46 Karis                     |
| Käpylän Pallo           | 1:0                   | FC Canon Helsinki               |
| PK-35 Helsinki          | 1:2                   | FinnPa Helsinki                 |
| Hyvinkään Apollo        | 1:7                   | Helsingfors IFK                 |
| FC Kiffen 08 Helsinki   | 2:0                   | IF Gnistan                      |
| Pallo-Iirot Rauma       | 2:0                   | IFK Mariehamn                   |
| Kaarinan Pojat          | 6:1                   | Turun Teräs                     |
| Raision Palloseura      | 1:2                   | Turun Toverit                   |
| PP-70 Tampere           | 4:0                   | Musan Salama                    |
| RRR Tampere             | 1:0                   | Toijalan Pallo -49              |
| Paltsarit Tampere       | 1:4                   | Tampereen-Viipurin Ilves Kissat |
| Riihimäen Palloseura    | 1:2                   | Nokian Pyry JK                  |
| Tampereen Kisa-Toverit  | 1:2 n. V.             | Valkeakosken Koskenpojat        |
| Buta Kotka              | 2:1                   | Karhulan Peli-Karhut            |
| Heinolan Palloilijat-47 | 1:1 n. V. (3:4 i. E.) | Purha Inkeroinen                |
| Simpeleen Urheilijat    | 0:2                   | Kotkan Työväen Palloilijat      |
| Kings SC Kuopio         | 2:0                   | Savonlinnan Työväen Palloseura  |
| Rantakylän Pelo-Toverit | 3:1                   | Jyväskylän Pallokerho           |
| Kalliosuon Sisu         | 0:2 n. V.             | Jyväskylän Palloilijat-77       |
| Kokkolan PS             | 1:0                   | Vasa BK-IFK                     |
| Hovsalan BK             | 0:3                   | Nykarleby IK                    |
| Lappfjärds BK           | 1:0                   | IF Närpes Kraft                 |
| Rovaniemen Lappi        | 3:2                   | Kemin Pallotoverit-85           |
| Rovaniemen Reipas       | 5:2 n. V.             | Oulun Luistinseura              |
| Kajaanin Palloilijat    | 1:2                   | Oulun Palloseura                |
| Oulun Tarmo             | 1:4                   | Tornion Pallo -47               |

## 5. Runde
In dieser Runde stiegen die zwölf Zweitligisten ein.
|                                 | Ergebnis  |                            |
| ------------------------------- | --------- | -------------------------- |
| Hyvinkään Palloseura            | 0:1 n. V. | FinnPa Helsinki            |
| Käpylän Pallo                   | 0:8       | Helsingfors IFK            |
| FC Espoo                        | 3:2 n. V. | FC Kiffen 08 Helsinki      |
| Vantaan Pallo-70                | 1:2       | Kontulan Urheilijat        |
| Esbo BK                         | 0:2       | Grankulla IFK              |
| Kaarinan Pojat                  | 2:4       | Turun Toverit              |
| RRR Tampere                     | 3:0       | Pallo-Iirot Rauma          |
| Tampereen-Viipurin Ilves Kissat | 1:3       | Valkeakosken Koskenpojat   |
| Nokian Pyry JK                  | 1:3       | Porin Pallo-Toverit        |
| Lappfjärds BK                   | 1:3       | PP-70 Tampere              |
| Buta Kotka                      | 1:5       | Kings SC Kuopio            |
| Jyväskylän Palloilijat-77       | 1:6 n. V. | Kuopion Elo                |
| Myllykosken Pallo -47           | 4:1       | Joutsenon Kullervo         |
| Purha Inkeroinen                | 0:2       | Koparit Kuopio             |
| Rantakylän Pelo-Toverit         | 1:5       | Kotkan Työväen Palloilijat |
| Tornion Pallo -47               | 1:2       | Kemin Palloseura           |
| Rovaniemen Reipas               | 0:2 n. V. | FF Jaro                    |
| Nykarleby IK                    | 1:3       | Pallo-Kerho 37             |
| Kokkolan PS                     | 1:2       | TP-55 Seinäjoki            |
| Rovaniemen Lappi                | 5:0       | Oulun Palloseura           |

## 6. Runde
In dieser Runde stiegen die zwölf Erstligisten ein.
|                           | Ergebnis  |                            |
| ------------------------- | --------- | -------------------------- |
| Rovaniemen Lappi          | 1:2       | FinnPa Helsinki            |
| FF Jaro                   | 0:1       | Myllykosken Pallo -47      |
| Kuusysi Lahti             | 6:0       | Kings SC Kuopio            |
| Helsingfors IFK           | 0:4       | Ilves Tampere              |
| Rovaniemi PS              | 2:1 n. V. | Turku PS                   |
| Pallo-Kerho 37            | 2:1       | Valkeakosken Koskenpojat   |
| Porin Pallo-Toverit       | 4:1       | TP-55 Seinäjoki            |
| RRR Tampere               | 3:0       | FC Espoo                   |
| Oulun Työväen Palloilijat | 3:1       | Koparit Kuopio             |
| Kuopion Elo               | 0:2       | Kuopion PS                 |
| Kumu Kuusankoski          | 2:1 n. V. | Kotkan Työväen Palloilijat |
| Haka Valkeakoski          | 3:1 n. V. | Kemin Palloseura           |
| Kontulan Urheilijat       | 3:0       | Turun Toverit              |
| Grankulla IFK             | 2:1       | PP-70 Tampere              |
| Kokkolan Palloveikot      | 1:2       | Lahden Reipas              |
| Mikkelin Palloilijat      | 0:6       | HJK Helsinki               |

## 7. Runde
|                       | Ergebnis              |                           |
| --------------------- | --------------------- | ------------------------- |
| Porin Pallo-Toverit   | 2:4                   | HJK Helsinki              |
| Pallo-Kerho 37        | 2:2 n. V. (4:5 i. E.) | Kontulan Urheilijat       |
| Rovaniemi PS          | 5:0                   | FinnPa Helsinki           |
| Lahden Reipas         | 3:0                   | Grankulla IFK             |
| Kuopion PS            | 2:0 n. V.             | Kuusysi Lahti             |
| Myllykosken Pallo -47 | 1:5                   | Ilves Tampere             |
| RRR Tampere           | 0:2                   | Kumu Kuusankoski          |
| Haka Valkeakoski      | 0:1                   | Oulun Työväen Palloilijat |

## Viertelfinale
|                  | Ergebnis |                           |
| ---------------- | -------- | ------------------------- |
| Lahden Reipas    | 1:3      | HJK Helsinki              |
| Kumu Kuusankoski | 4:2      | Oulun Työväen Palloilijat |
| Kuopion PS       | 4:0      | Kontulan Urheilijat       |
| Ilves Tampere    | 1:0      | Rovaniemi PS              |

## Halbfinale
|                  | Ergebnis |               |
| ---------------- | -------- | ------------- |
| HJK Helsinki     | 3:1      | Kuopion PS    |
| Kumu Kuusankoski | 1:3      | Ilves Tampere |

## Finale
| Paarung        | HJK Helsinki – Ilves Tampere |
| Ergebnis       | 1:2 (1:1) |
| Datum          | 13. Oktober 1990 um 14:00 Uhr (13:00 Uhr MEZ) |
| Stadion        | Olympiastadion, Helsinki |
| Zuschauer      | 8.285 |
| Schiedsrichter | Ulf Rusk |
| Tore           | 1:0 Janne Suokonautio (12.) 1:1 Ari Hjelm (27.) 1:2 Marek Czakon (50.) |
| Ilves Tampere  | Eingesetzte Spieler: Tommi Koivistoinen – Kimmo Mörö, Pekka Mattila, Miika Juntunen, Mark Dziadulewicz, Ari Hjelm, Arto Uimonen, Marek Czakon, Teuvo Moilanen, Seppo Nikkilä, Petri Ojala, Ilpo Talvio, Janne Mäkelä, Timo Aho, Mika Aaltonen, Jari Aaltonen |